# Змей (фильм, 1973)
«Змей» (фр. Le Serpent) — художественный фильм, экранизация романа Пьера Нора «Тринадцатый самоубийца».

## Сюжет
Полковник КГБ Алексей Власов решает перейти на сторону Запада, предварительно похитив некие секретные документы. В них должна содержаться информация о советских агентах, внедрённых в спецлужбы западноевропейских стран. Это привлекает внимание ЦРУ, которое после ряда проверок и допросов полковника получает имена «кротов». Но эту информацию ещё нужно проверить.
В определённой мере фильм и книга основаны на реальных событиях — деле офицера КГБ Анатолия Голицына, перебежавшего в 1961 году к американцам и вызвавшего своими признаниями масштабную охоту на советских агентов («кротов») в ЦРУ и в ряде европейских разведслужб, в значительной степени парализовавшую их деятельность против СССР. (О деле Голицына см. Д. Уайз, Охота на кротов. М.: Международные отношения. 1994).

## В ролях
- Юл Бриннер — полковник Алексей Власов
- Генри Фонда — Аллан Дэвис
- Дирк Богард — Филип Бойл
- Филипп Нуаре — Люсьен Бертон
- Вирна Лизи — Аннабел Ли
- Мари Дюбуа — Сюзанна
- Натали Нерваль — Татьяна Власова